# Леліченко Микола Гордійович
Микола Гордійович Леліченко (жовтень 1905, місто Санкт-Петербург, тепер Російська Федерація — 9 січня 1969, місто Київ) — радянський діяч будівельних та планових органів Української РСР.

## Життєпис
Народився в родині службовців. Трудову діяльність розпочав у 1924 році слюсарем Брацлавського цукрового заводу на Вінниччині.
У 1935 році закінчив Харківський інженерно-будівельний інститут.
З 1935 року — на інженерних та керівних посадах у будівельних та проєктних організаціях.
Член ВКП(б) з 1942 року.
Після 1944 року — головний інженер управління «Тракторобуд» у місті Харкові; головний інженер та керуючий будівельного тресту № 86 міста Харкова.
У серпні 1956 — червні 1957 року — 1-й заступник міністра будівництва Української РСР.
У червні 1957—1959 роках — начальник відділу будівництва і будівельної індустрії Державної планової комісії РМ УРСР. У 1959—1962 роках — начальник відділу будівельної індустрії і будівельних матеріалів Державної планової комісії РМ УРСР.
У січні 1962 — 9 січня 1969 року — заступник голови Держплану Української РСР з капітального будівництва. Одночасно з липня 1963 року — голова Ради техніко-економічної експертизи Держплану УРСР.
Помер 9 січня 1969 року після важкої хвороби в Києві. Похований на Байковому цвинтарі.

## Нагороди
- орден Леніна
- орден Трудового Червоного Прапора
- медалі
- Почесна грамота Президії Верховної Ради Української РСР (.10.1965)